# Älvdalen (gemeente)
Älvdalen (Samisch: Älvdaelien tjïelte) is een Zweedse gemeente in Dalarna. De gemeente behoort tot de provincie Dalarnas län. Ze heeft een totale oppervlakte van 7189,5 km² en telde 7515 inwoners in 2004. In het zuidelijke deel van de gemeente Älvdalen wordt de regionale taal Elfdaals gesproken.
De gemeente is ontstaan uit drie historische socken (parochies): Idre socken, Särna socken en Älvdalen socken. Idre en Särna waren tot 1645 deel van Noorwegen. In hetzelfde jaar werden beide parochies samen met Jämtland en Härjedalen bij Zweden gevoegd als gevolg van het verdrag van Brömsebro. Sinds 1971 vormen de drie parochies samen de huidige gemeente Älvdalen.

## Plaatsen
- Älvdalen (plaats)
- Idre
- Särna
- Rot (Älvdalen)
- Västermyckeläng
- Evertsberg
- Åsen (Älvdalen)
- Brunnsberg
- Klitten (Älvdalen)
- Blyberg
- Kåtilla (zuidelijk deel)
- Gåsvarv
- Heden (Älvdalen)